# Berdien Stenberg
Berdien Stenberg, nome d'arte di Berdien Steunenberg (Almelo, 30 luglio 1957), è una musicista e flautista olandese.

## Carriera
Berdien Stenberg è nata ad Almelo, e dopo le scuole secondarie ha conseguito una formazione classica in flauto traverso,  presso il Conservatorio Reale de L'Aia. Il suo primo singolo nel 1983, Rondo Russo arriva alla prima posizione della classifica dei singoli più venduti nei Paesi Bassi, ottenendo un buon successo anche in altri paesi europei. Si tratta della prima volta che un brano di musica classica riesce ad ottenere una posizione simile nelle classifiche pop.
In seguito Berdien Stenberg pubblicherà numerosi album e collaborerà con diversi artisti, fra cui Jaap van Zweden, insieme ala quale pubblicherà Ode aan Amadeus e The Brandenburgs, con il direttore d'orchestra James Last (Flauto Fiesta) e con Richard Clayderman (Amour pour Amour).
Dopo Rondo Russo, ad eccezione di Vivace (che raggiunse la ventisettesima posizione della Top 40 olandese), Berdien Stenberg non ripeterà un simile successo di pubblico, benché nel corso della sua carriera riuscirà ad ottenere più di 25 riconoscimenti fra dischi d'oro e di platino.
Nel 1998, Berdien Stenberg è stata eletta membro del partito olandese Appello Cristiano Democratico, ed ha temporaneamente messo da parte la propria attività di musicista.

## Discografia
Album
- 1980: Secret Gardens (con Judy Schomper)
- 1983: Rondo Russo
- 1984: Berdinerie
- 1985: Ode aan Amadeus (con Jaap van Zweden)
- 1985: Encores
- 1985: All Seasons
- 1986: Christmas
- 1987: Pirouette
- 1988: Flute Fiesta (con James Last)
- 1988: Her Most Beautiful Melodies
- 1989: Amour pour Amour (con Richard Clayderman)
- 1990: De Toverfluit van Mozart
- 1991: Made in Japan
- 1992: Melodies d'Amour
- 1995: The Brandenburgs (con Jaap van Zweden)
- 1995: 12 1/2 Jaar
- 1996: Chanson d'amour
- 1996: It's a Small World
- 2007: The Romantic Flute